# Pietro D'Este
Pietro D'Este (fl. XX secolo) è stato un calciatore italiano, di ruolo difensore.

## Carriera
Con il Venezia disputa 27 partite nel campionato di Divisione Nazionale 1928-1929 e 5 partite nel campionato di Serie B 1929-1930.